# آنتونیو رینالدی (معمار)
 آنتونیو رینالدی (انگلیسی: Antonio Rinaldi؛ ۲۵ اوت ۱۷۱۰ – ۱۰ آوریل ۱۷۹۴) یک معمار اهل ایتالیا بود.